# Wysoka (gmina Cekcyn)
Wysoka (niem. Wissocka, 1907–1920) – wieś borowiacka w Polsce położona w województwie kujawsko-pomorskim, w powiecie tucholskim, w gminie Cekcyn. Położona w odległości 8,5 km na południowy wschód od Cekcyna.
W latach 1975–1998 miejscowość należała administracyjnie do województwa bydgoskiego. Według Narodowego Spisu Powszechnego (III 2011 r.) liczyła 273 mieszkańców. Jest piątą co do wielkości miejscowością gminy Cekcyn.
We wsi znajduje się cmentarz ewangelicki z połowy XIX wieku, wyremontowany w 2002 r. przez Stowarzyszenie na rzecz Ratowania Zabytkowych Cmentarzy w Gminie Cekcyn Światło. Z miejscowością związana jest legenda o diabłach buszujących w młynie.